# Justus Frantz
Justus Frantz (ur. 18 maja 1944 w Inowrocławiu) – niemiecki pianista, dyrygent i osobowość telewizyjna.

## Życiorys
Frantz rozpoczął naukę gry na fortepianie w wieku dziesięciu lat, a następnie uczył się u Elizy Hansen i Wilhelma Kempffa w Hochschule für Musik und Theater w Hamburgu jako stypendysta Niemieckiej Narodowej Fundacji Stypendialnej. W 1967 roku Frantz i Claus Kanngießer zdobyli drugą nagrodę na Międzynarodowym Konkursie Muzycznym ARD jako duet wiolonczelowo-fortepianowy, tym samym rozpoczynając międzynarodową karierę. Po raz pierwszy wystąpił z Orkiestrą Filharmonii Berlińskiej pod dyrekcją Herberta von Karajana w 1970 roku. W 1975 roku zagrał w swoim debiutanckim koncercie w USA z New York Philharmonic Orchestra pod dyrekcją Leonarda Bernsteina, który został jego wieloletnim przyjacielem. Inni dyrygenci, z którymi koncertował, to Carlo Maria Giulini i Rudolf Kempe. W 1986 r. założył Schleswig-Holstein Musik Festival, a w 1989 r. został Ambasadorem Dobrej Woli UNHCR, na którym to stanowisku przeszedł na emeryturę. W 1995 r. założył także orkiestrę Philharmonia of the Nations (Filharmonia Narodów) w Hamburgu, z którą zrealizował nagrania m.in. we współpracy z firmą Montblanc. Od września 2013 r. maestro Frantz jest dyrektorem muzycznym The Israel Sinfonietta Beer-sheba.
W 2010 otrzymał Order Zasługi Landu Szlezwik-Holsztyn.
Ma dwóch synów, Christophera Taintona z pianistką Carol Tainton oraz Justusa Konstantina Frantza z Xenią Dubrowską.

## Repertuar
Frantz gra głównie muzykę z okresu klasycznego i romantycznego, szczególnie Mozarta. Nagrał wiele utworów na duet fortepianowy lub cztery ręce z Christophem Eschenbachem.